# Ballata triste
Ballata triste è una canzone in genovese del cantante folk genovese Piero Parodi.
Scritta per il testo dallo scrittore e poeta Vito Elio Petrucci e per la musica da Gian Piero Reverberi e Fabrizio De André nel 1972 ed incisa nell'album Parodi canta Zena (Parodi canta Genova).

## Il testo
Il testo è un grido di protesta [...Ballata triste, ballata accorata...] per la grave situazione della città negli anni settanta.
Vengono denunciati l'abbandono da parte delle istituzioni, con la chiusura di molte fabbriche [...sono più di cento ottanta le fabbriche chiuse, le ciminiere spente, i cancelli sprangati...], l'accanimento edilizio contro la costa e le colline retrostanti [...le case di cemento ammucchiate come fieno, su profili ridenti e sulle più belle piane...] e la speculazione che su di esso è stata fatta [perché - dice il testo - la speculazione ha sempre ragione].
Gli autori concludono con un auspicio di non essere soli, un domani, a [...tirare questa pietra rovente, che mi brucia nelle mani...], proprio come fa l'eroe genovese per [...denunciare i trucchi di tanti nuovi crucchi...], cioè le amministrazioni italiane che hanno vituperato Genova con la distruzione dei più bei quartieri.
La denuncia passa poi ai privati che portano via le aziende di Genova [...le cartiere: sparite, i tessili: chiusi, il meccanico: a terra, i cantieri: grattati...] (nota: il vocabolo grattati nella parlata genovese è sinonimo di scippati), facendo riferimento nello specifico alle cartiere di Voltri e all'industria tessile, attive a Genova sin dal medioevo, così come ai cantieri navali.
Perciò, si auspica nel testo, [...se vieni a tiro, Genova, ti sollevi ancora, come ai tempi dei Doria per il tuo Santo patrono...], e come ai tempi della gloriosa repubblica di Genova [...sentiremo ancora cantare "Pe' Zena e pe' San Zòrzo"...] (per Genova e per San Giorgio, l'antico motto dei genovesi).
[...per questo canto ancora per questo resto qui...] canta il Parodi ma, pure, scrive il Petrucci e musica De André.